# Viktor Blinov
Pour les articles homonymes, voir Blinov.
Temple de la renommée russe : 2014
Viktor Nikolaïevitch Blinov (né le 1er septembre 1945 à Omsk, URSS - mort le 9 juillet 1968 à Moscou) est un joueur professionnel russe de hockey sur glace.

## Carrière

### Carrière de joueur
Il commence sa carrière professionnelle en championnat d'URSS avec le HC Spartak Moscou en 1963. Le Spartak remporte le titre national en 1967. Il a joué 190 matchs et inscrit 42 buts en élite russe. Il est mort d'une crise cardiaque survenue lors d'un entraînement de hockey

### Carrière internationale
Il a représenté l'URSS à 32 reprises (10 buts) sur une période de trois saisons de 1965 à 1968. Il a participé aux jeux olympiques de 1968 couronnés d'or.

## Statistiques
Pour les significations des abréviations, voir Statistiques du hockey sur glace.
| Saison    | Équipe            | Ligue |    | PJ | B | A | Pts | Pun |
| 1963-1964 | HK Spartak Moscou | URSS  |    | 0  |   |   |     |     |
| 1964-1965 | HK Spartak Moscou | URSS  |    | 5  |   |   |     |     |
| 1965-1966 | HK Spartak Moscou | URSS  |    | 7  |   |   |     |     |
| 1966-1967 | HK Spartak Moscou | URSS  |    | 17 |   |   |     |     |
| 1967-1968 | HK Spartak Moscou | URSS  | 41 | 7  |   |   |     |     |

| Année | Équipe | Compétition |   | PJ | B | A | Pts | Pun           |  | Résultat |
| 1968  | URSS   | JO          | 7 | 4  | 2 | 6 | 10  | Médaille d'or |  |          |